# Silverload
Silverload est un jeu vidéo d'aventure sorti en 1995 sur PC. Le jeu a été développé par Millennium Interactive et édité par Psygnosis. Puis, il a été porté sur PlayStation en 1996 par Vic Tokai.